# پنتودرا، کاپیز
پنتودرا، کاپیز (به لاتین: Pontevedra, Capiz) یک منطقهٔ مسکونی در فیلیپین است که در کاپیز واقع شده‌است.